# Listrac-de-Durèze
Listrac-de-Durèze is een gemeente in het Franse departement Gironde (regio Nouvelle-Aquitaine) en telt 113 inwoners (1999). De plaats maakt deel uit van het arrondissement Langon.

## Geografie
De oppervlakte van Listrac-de-Durèze bedraagt 5,3 km², de bevolkingsdichtheid is 21,3 inwoners per km².
De onderstaande kaart toont de ligging van Listrac-de-Durèze met de belangrijkste infrastructuur en aangrenzende gemeenten.

## Demografie
Onderstaande figuur toont het verloop van het inwonertal (bron: INSEE-tellingen).